# Pseudemoia entrecasteauxii
Espèce
Synonymes
- Lygosoma entrecasteauxii Duméril & Bibron, 1839
- Mocoa pseudocarinata O'Shaughnessy, 1874
- Mocoa pseudotropis Günther, 1875
- Claireascincus triumviratus Wells & Wellington, 1985

Pseudemoia entrecasteauxii est une espèce de sauriens de la famille des Scincidae.

## Répartition

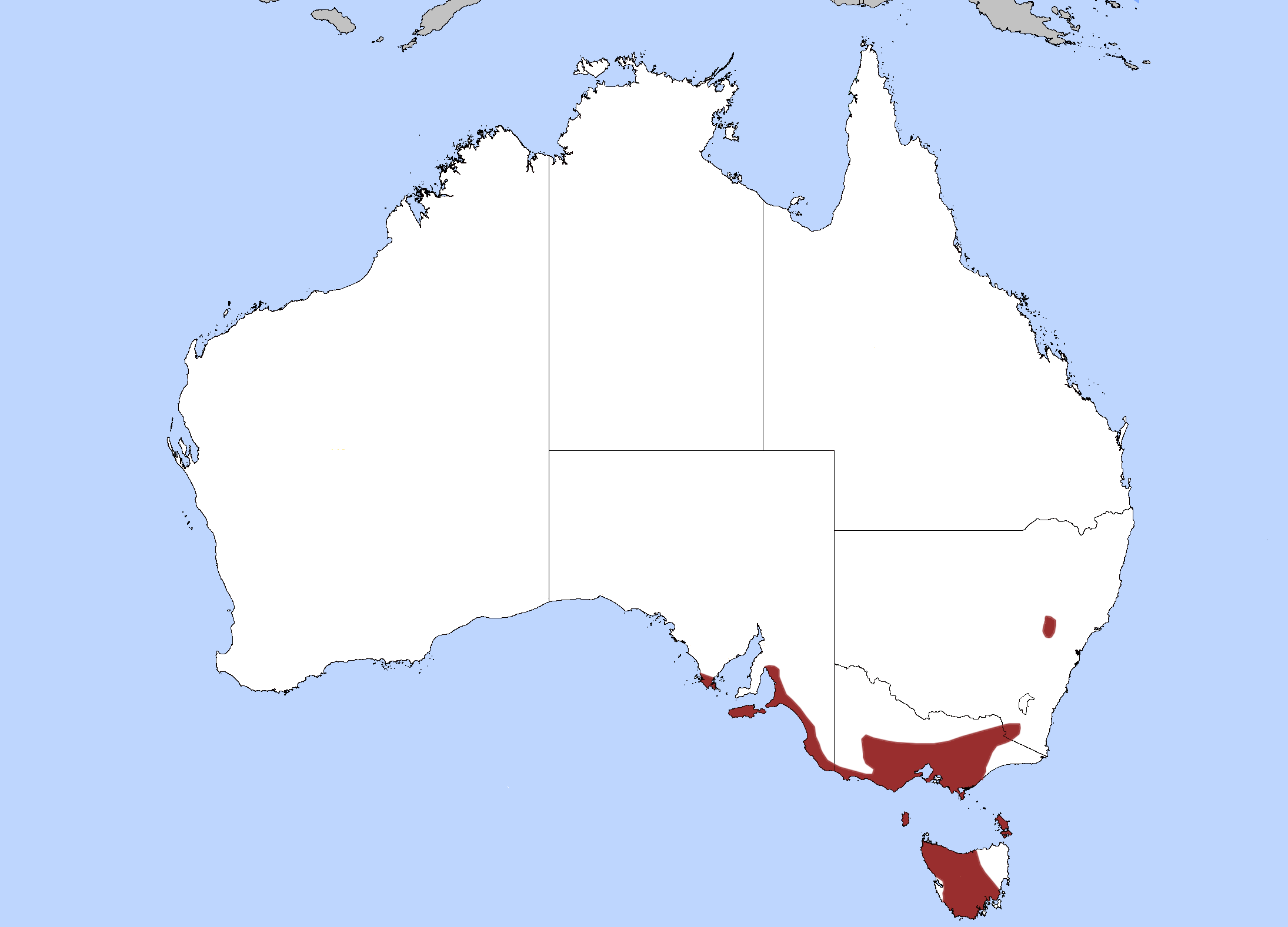

Cette espèce est endémique d'Australie. Elle se rencontre en Australie-Méridionale, en Nouvelle-Galles du Sud, au Victoria et en Tasmanie.

## Description
C'est un saurien vivipare.

## Étymologie
Cette espèce est nommée en l'honneur d'Antoine Bruny d'Entrecasteaux.

## Publication originale
- Duméril & Bibron, 1839 : Erpétologie Générale ou Histoire Naturelle Complète des Reptiles. vol. 5, Roret/Fain et Thunot, Paris, p. 1-871 (texte intégral).